# فعال‌سازی آلاینده
فعال‌سازی آلاینده (به انگلیسی: Dopant activation) فرایند به دست آوردن سهم الکترونیکی مورد نظر از گونه‌های ناخالصی در یک میزبان نیم‌رسانا است. این اصطلاح اغلب به استفاده از انرژی حرارتی پس از کاشت یون آلاینده‌ها محدود می‌شود. در رایج‌ترین مثال صنعتی، پردازش گرمایی سریع به دنبال کاشت یونی آلاینده‌های مانند فسفر، آرسنیک و بور به سیلیکون اعمال می‌شود. جای خالی ایجاد شده در دمای بالا (۱۲۰۰ درجه سانتیگراد) حرکت این گونه‌ها را از محل‌های شبکه بینابینی به شبکه‌های جانشینی تسهیل می‌کند درحالی که آسیب آمورفیزش ناشی از فرایند کاشت بازبلورش می‌شود. یک فرایند نسبتاً سریع، دمای اوج اغلب برای کمتر از یک ثانیه برای کمینه کردن انتشار مواد شیمیایی ناخواسته حفظ می‌شود.